# Capela dos Ossos
A Capela dos Ossos (Csontok kápolnája) a portugáliai Évorában található kápolna, amelyben a becslések szerint legalább ötezer koponya, valamint csont látható.

## Története
A középkori kápolna a gótikus stílusban épített Szent Ferenc templomban található. A feltevések szerint a csontokat a környék temetőiből hantolták ki a 16. században, egyrészt, hogy felszabadítsák a területüket, másrészt emlékeztessék a helyieket a halál elkerülhetetlenségére. Erre a kápolnában található több felirat is utal. Mindazonáltal egyes feltételezések szerint pestisáldozatok, illetve csatákban elesett katonák földi maradványai vannak a kápolnában. Látható két kiszáradt tetem is, egy felnőtté és egy gyereké. A legenda szerint a felesége, illetve az anyja által megátkozott apa és fia maradványai.